# МС-21
Ирку́т МС-21 («Магістральний літак XXI століття», рос. «Магистральный самолёт XXI века») — проєкт  російського ближньо-середньомагістрального пасажирського літака. Початок серійного виробництва було заплановано на 2017 рік, але після цього кілька раз було перенесено - спочатку на 2018 рік, а потім на 2019 рік, а потім на 2022 рік, а потім на 2024.
Передумовою виникнення цього проєкту стало безнадійне старіння, відсутність запчастин та сервісу, та вихід із ладу парку літаків Boeing та Airbus, взятих свого часу Росією у лізинг, а потім привласнених (вкрадених) російським урядом як протидія західним санкціям за напад Росії на Україну у 2022 році. 
Планувалося, що літак Иркут МС-21 мав скласти конкурецію китайському літаку Comac C919, але, разом з тим, МС-21 претендував би на ту ж комерційну нішу, що і Boeing 737 MAX та Airbus A320neo.

## Історія створення
29 жовтня 2010 року в ЦАГІ були завершені попередні випробування повітрозабірників для двигунів літака. В ході досліджень були визначені режими безпечної експлуатації літака із встановленими двигунами. Після закінчення всіх необхідних процедур були видані рекомендації розробнику «МС-21» для їх експлуатації.
Програма сім’ї ближньо-середньомагістральних літаків МС-21 розробляється разом із ДКБ імені Яковлєва і корпорацією «Іркут». Учасником проєкту також була компанія Авіаційний комплекс ім. Іллюшина, проте у лютому 2008 вона покинула проєкт. Спочатку планувалося, що при запуску серійного виробництва літак отримає назву Як-242, проте пізніше від цього відмовилися.
Урочиста церемонія викочування нового літака МС-21 відбулась в Іркутську 8 червня 2016 року.
13 травня 2017 року літак зробив пробіжки по аеродрому Іркутського авіазавода.
12 вересня 2011 президент корпорації «Іркут» Олексій Федоров в ході Байкальського економічного форуму заявив, що корпорація в першу чергу буде поставляти замовникам літак сімейства МС-21 у варіанті зі 180 посадковими місцями (МС-21-300) замість планованого раніше варіанту із 150 кріслами (МС-21-200), оскільки 70-80% заявок приходить на варіант з місткістю 180 пасажирів.

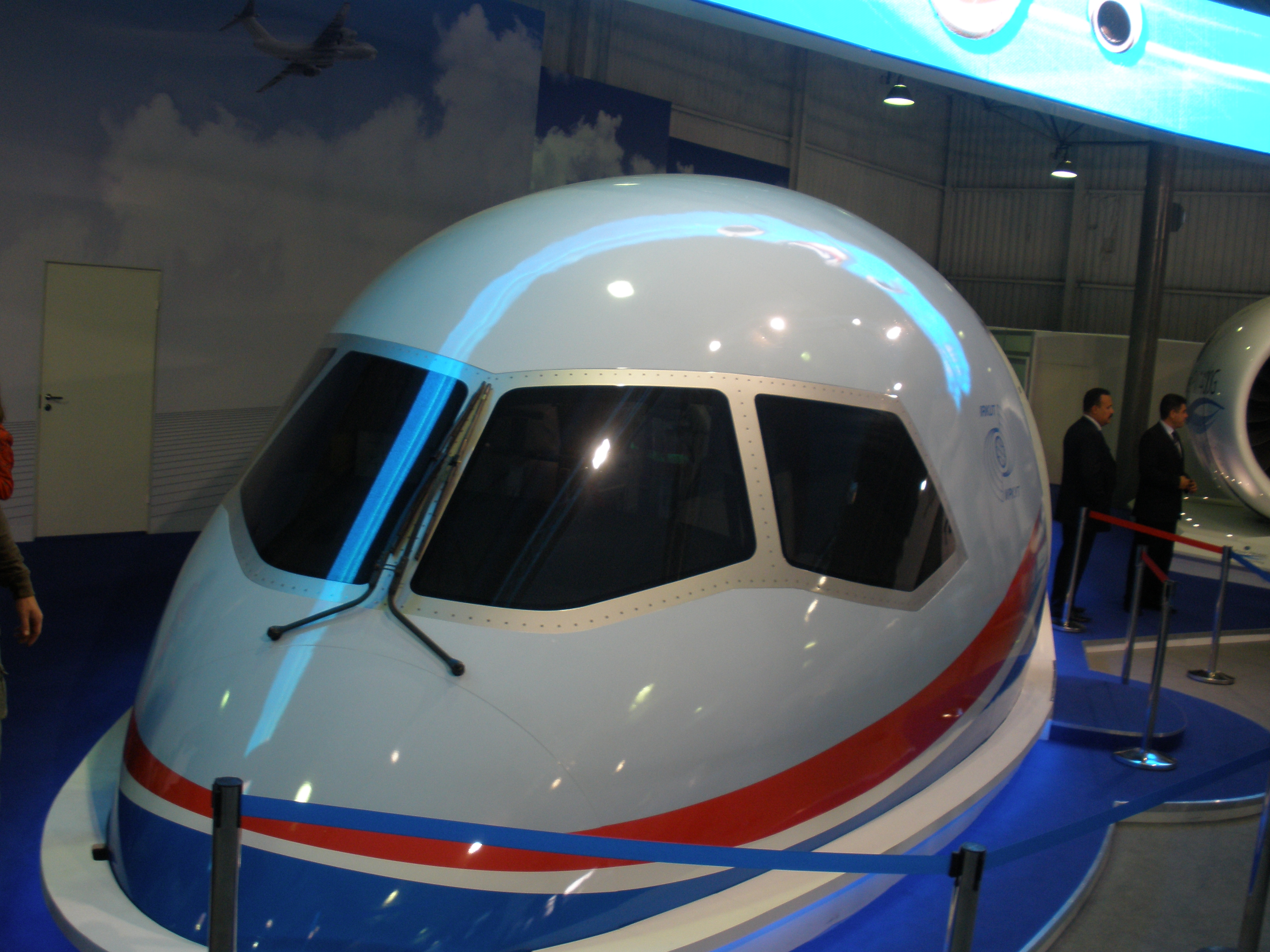
Повнорозмірний макет кабіни МС-21 (зовні) на авіасалоні МАКС-2011

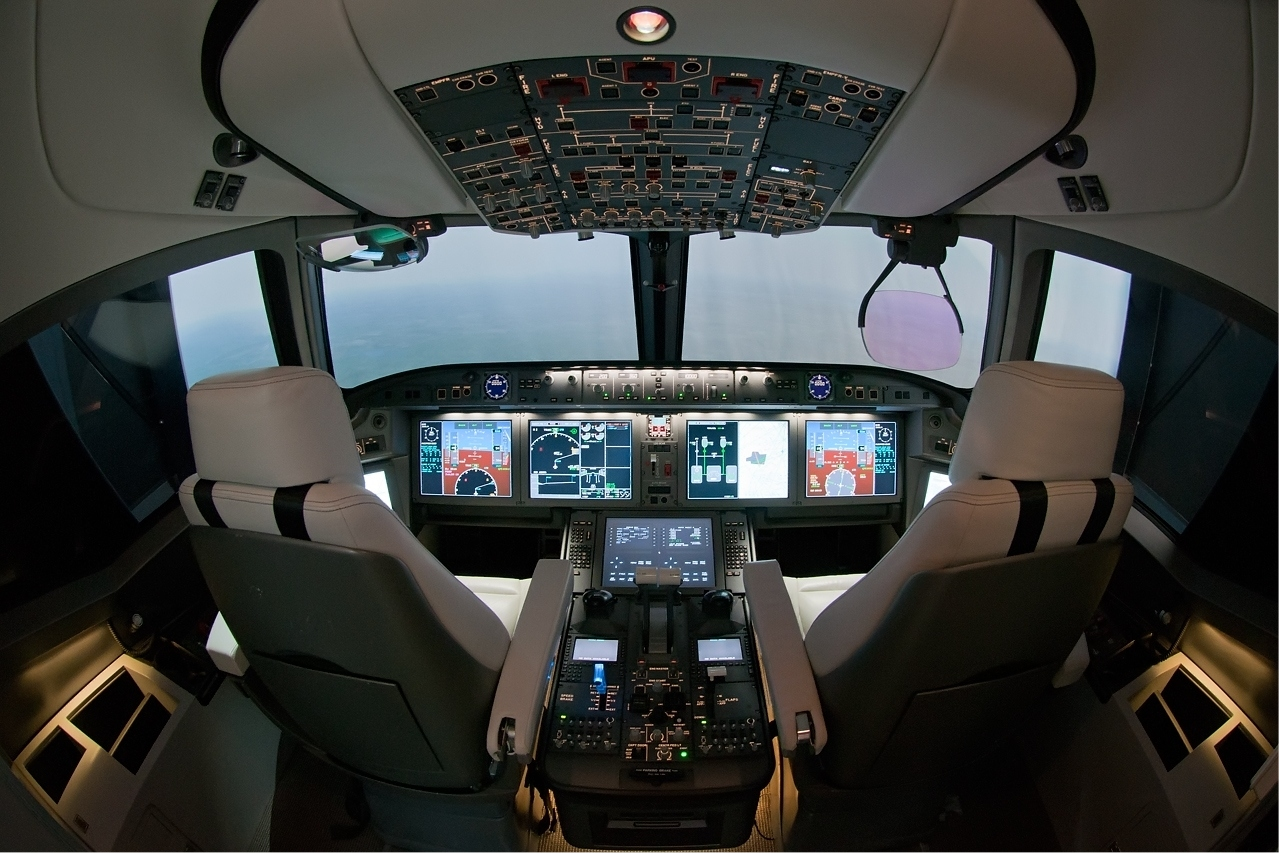
Повнорозмірний макет кабіни МС-21 (всередині) на авіасалоні МАКС-2011

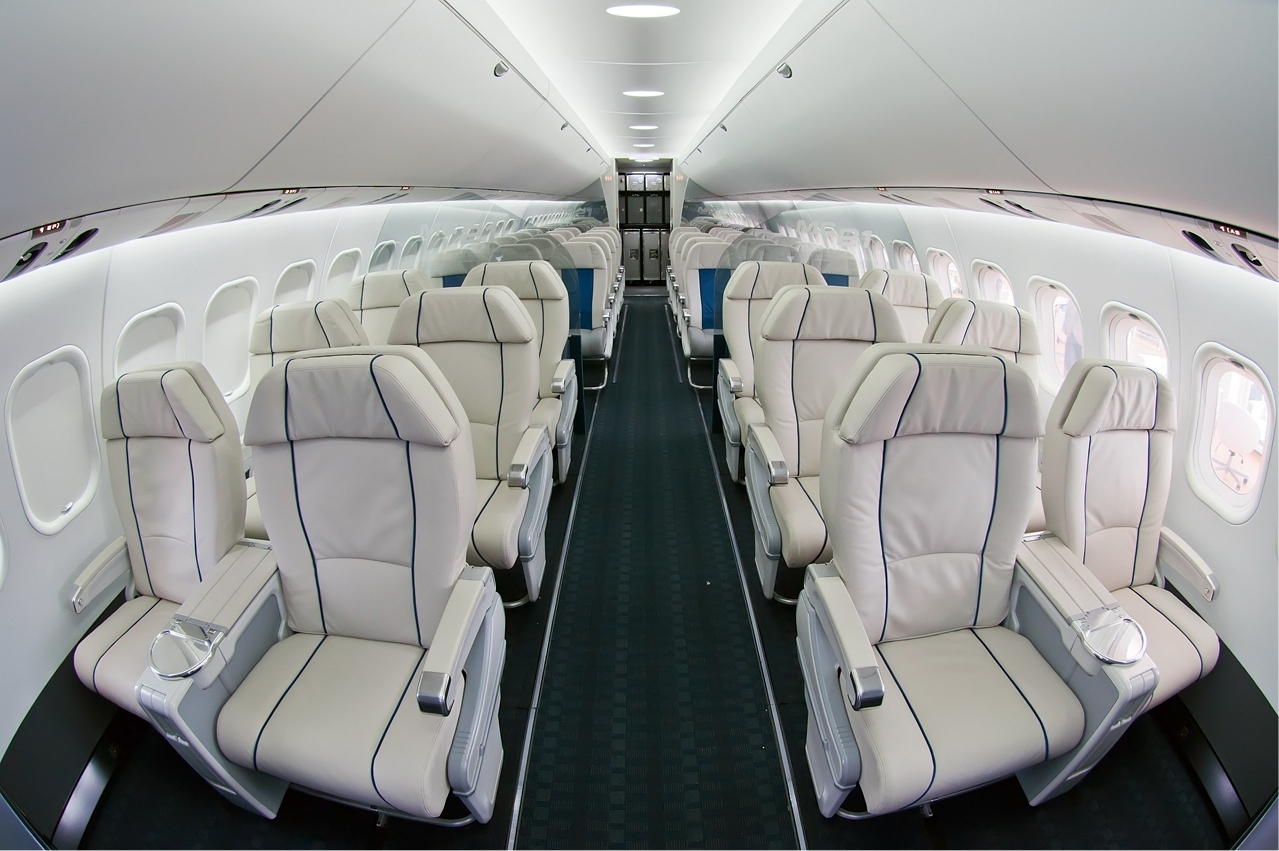
Повнорозмірний макет салону МС-21 на авіасалоні МАКС-2011

## Очікувані льотно-технічні характеристики
| Характеристики                                                | МС-21-200      | МС-21-300      |
| ------------------------------------------------------------- | -------------- | -------------- |
| Довжина літака (м)                                            | 33,8           | 42,3           |
| Розмах крила (м)                                              | 35,9           | 35,9           |
| Висота літака (м)                                             | 11,5           | 11,5           |
| Ширина салону (м)                                             | 3,81           | 3,81           |
| Ширина фюзеляжу (м)                                           | 4,06           | 4,06           |
| Максимальна злітна маса (кг)                                  | 72560          | 79250          |
| максимальна посадочна маса (кг)                               | 63100          | 69100          |
| максимальне комерційне навантаження (кг)                      | 18900          | 22600          |
| максимальна заправка паливом (кг)                             | 20400          | 20400          |
| Максимальна дальність польоту в двокласній компоновці, км     | 6400           | 6000           |
| Число пасажирських місць, типове 2-класне компонування крісел | 132 (C12+Y120) | 163 (C16+Y147) |
| Типове 1-класне компонування крісел                           | 153 (32")      | 181 (32")      |
| Максимально щільне компонування крісел                        | 165 (29")      | 211 (29-28")   |

## Перспективи
Експерти вважають, що вихід на зовнішній ринок для виробників МС-21 є вкрай складним завданням. Це обумовлено тим, що зовнішній ринок законтрактований Boeing і Airbus на 75% до 2025 року, існує необхідність підготовки сервісної мережі за кордоном, а також можуть бути проблеми зі сертифікацією літака за кордоном. Разом з тим, ринок цивільної авіації зростає, і отримання частини ринку вважається здійсненним завданням.
У січні 2019 року видання Коммерсантъ опублікувало матеріал, у якому стверджується, що через санкції, впроваджені Сполученими Штатами Америки і Японією щодо Росії, на авіабудівне підприємство припинилося постачання композитних матеріалів, необхідних для виробництва крила МС-21. Якщо санкції діятимуть і надалі, то Росії доведеться або розробляти композитний матеріал самотужки (на що буде потрібно кілька років), або замінити його на метал (що позбавить МС-21 головної переваги над конкурентами, такими як Ту-204), або взагалі закрити проєкт.

## Схожі літаки
- Airbus A320neo
- Boeing 737 MAX
- Comac C919
- Ту-204СМ